# Poa andina
Poa andina är en gräsart som beskrevs av Carl Bernhard von Trinius. Poa andina ingår i släktet gröen, och familjen gräs. Inga underarter finns listade i Catalogue of Life.